# گل‌دودی آبی
گل‌دودی آبی (نام علمی: Conospermum amoenum) نام یک گونه از سرده گل‌دودی است.